# Henri-Léopold Lévy
Henri-Léopold Lévy (Nancy, 23 settembre 1840 – Parigi, 29 dicembre 1904) è stato un pittore francese.

## Biografia
Figlio d'un artigiano che produceva ricami, Leopold Lévy e di Jeanette Bernard, Henri-Léopold Lévy, entrò all'École des beaux-arts di Parigi e frequentò gli atelier di François-Édouard Picot, Alexandre Cabanel e Eugène Fromentin. 
Espose per la prima volta al Salon del 1865 presentando l'opera "Ecuba ritrova sulla riva del mare il corpo di suo figlio Polidoro, (figlio di Priamo)", per la quale ricevette la sua prima medaglia. Due anni dopo venne ancora premiato per il quadro "Joas salvato dal massacro dei nipotini di Atalia", e ancora nel 1869 per "L'Ebreo prigioniero che piange sulle rovine di Gerusalemme". Nel 1872, anno in cui dipinse l'"Erodiade", fu insignito della Légion d'honneur. 
Lévy eseguì numerose composizioni religiose, come gli affreschi sulla vita di Saint Denis, per la chiesa di Saint-Merri a Parigi, o anche "L'incoronazione di Carlomagno" del 1881, destinato al Panteon di Parigi, quando tale edificio era ancora una chiesa. Fu anche autore dello "Studio per le glorie della Borgogna", opera che orna un pannello della Sala degli Stati della Borgogna a Digione.
Eseguì poi altre numerose opere su temi storici, biblici e mitologici, frutto rigoroso e appassionato di una impostazione totalmente accademica,
interpretata nel modo più classico e coerente, ma non priva di una fervida fantasia compositiva.

## Opere
- Véturie aux pieds de Coriolan - 1862, (145 x 113 cm). Parigi, École des beaux-arts
- Joseph se fait reconnaître par ses frères - 1863. Attuale localizzazione ignota
- Homère dans l'île de Scyros - 1864. Attuale localizzazione ignota
- Joas sauvé du massacre des petits-fils d'Athalie - 1867, (312,5 x 237,5 cm). Arras, Museo di belle arti
- Un Hébreu captif pleurant sur les ruines de Jérusalem - 1869, (280 x 205 cm). Nancy, Museo di belle arti
- La mort d'Orphée - c. 1870. (46,5 x 55,8 cm). Chicago, Art Institute
- Hérodiade - 1872, (287 x 235 cm). Brest, Museo di belle arti
- Sarpédon - 1874, (306 x 234,5 cm). Parigi, Musée d'Orsay

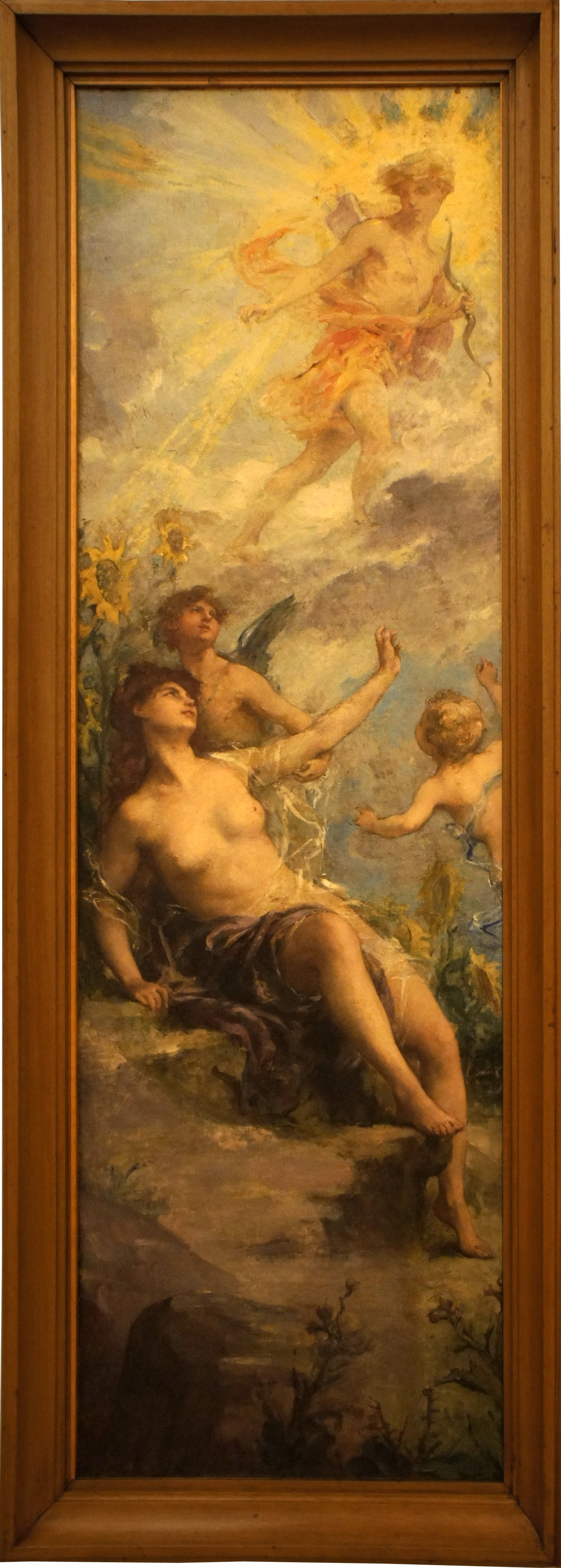
Clizia mutata in girasole

- Les Bienfaits du Commerce (schizzo) - c. 1874, (87 x 65 cm). Soissons, Museo municipale
- Les Bienfaits du Commerce et l'allégorie de la Paix (schizzo) - c. 1874, (92 x 73 cm). Digione, Museo di belle arti
- Allégorie de la Paix - c. 1874. Attuale localizzazione ignota
- Un évêque (schizzo) - 1884, (81 x 60,3 cm). Parigi, Museo del Petit-Palais
- La mort de Roland e Charlemagne entouré des hommes de son temps - (130 x 54 cm). Collezione privata
- La Mort de Roland - Decorazione del Panteon. Parigi, "Pantheon"
- Charlemagne entouré des hommes de son temps - Decorazione del Panteon. Parigi, "Pantheon"
- Le couronnement de Charlemagne - Decorazione del Panteon. Parigi, "Panteon"
- La Pâque juive - 1885, (195 x 355 cm). Attuale localizzazione ignota
- La mort de saint Jean-Baptiste - 1886, (400 x 295 cm). Rennes, Museo di belle arti
- La Loi - Opera perduta, si trovava nel Municipio di Pantin
- La Liberté, l'Egalité, et la Fraternité (schizzo) - 1887, (100 x 256 cm). Parigi, Museo del Petit-Palais
- La Liberté - 1888-1890. Tondo del soffitto della Sala delle Feste, Municipio del VI arrondissement di Parigi
- L'Egalité - 1888-1890. Tondo del soffitto della Sala delle Feste, Municipio del VI arrondissement di Parigi
- La Fraternité - 1888-1890. Tondo del soffitto della Sala delle Feste, Municipio del VI arrondissement di Parigi
- Femme à la cassette - c. 1890, (24 x 17 cm). Amiens, Museo della Picardia
- Eurydice - 1891.  Attuale localizzazione ignota
- Eve cueillant la pomme - 1892.  Attuale localizzazione ignota
- Œdipe s'exilant de Thèbes - 1892, (100 x 65,2 cm). Reims, Museo di belle arti
- Le Christ mort - c. 1893. Villefranche-sur-Saône, Museo Paul Dini
- Les Gloires de la Bourgogne (schizzo) - c. 1894 (61,1 x 110,7 cm). Autun, Museo Rolin
- Les Gloires de la Bourgogne - 1894-1896 (400 x 800 cm). Digione, Municipio
- Œdipe vainqueur du Shinx - 1894.  Attuale localizzazione ignota
- Deucalion et Pyrrha - 1894.  Attuale localizzazione ignota
- Samson et Dalila (schizzo) - c. 1899, (37 x 29 cm). Collezione privata
- Samson et Dalila - c. 1899, (87,6 x 69,2 cm). New York, Brooklyn Museum
- Samson et Dalila - 1899, (263 x 207 cm). Cannes, Museo de la Castre
- La jeune fille et la Mort - c. 1900, (306 x 274 cm). Nancy, Museo di belle arti
- Allégorie du Droit - 1901, (441 x 193 cm). Parigi, Conseil d'État
- Le rêve du chevalier - (122,5 x 88,5 cm). Parigi, Museo del Petit-Palais
- La dernière communion de saint François (schizzo) - (35 x 18,7 cm). Beauvais, Museo dipartimentale dell'Oise
- Tête de femme - (56,5 x 46 cm). Rouen, Museo di belle arti
- Portrait du poète Albert Mérat - (25 x 42 cm). Versailles, Museo nazionale del Castello
- Vénus et L'Amour  - (226 x 92 cm). Collezione privata[4]
- Bacchus et Ariane - (226 x 92 cm). Collezione privata
- La Fin des religions - c. 1904. Nancy, Museo di belle arti
- Hécube retrouve au bord de la mer le corps de son fils Polydore - 1865.  Medaglia al Salon del 1865
- La Charmeuse - Fécamp, palazzo Bénédictine
- Étude pour les gloires de la Bourgogne - Digione, palazzo dei duchi di Borgogna
- Clitia changée en tournesol e Hébé et l'aigle de Jupiter - 1876. Pannelli decorativi al Museo di belle arti di Nancy
- Vie de Saint Denis - Pittura murale. Parigi, chiesa di Saint-Merri

## Allievi
- Georges A. L. Boisselier
- Henri Dabadie (1867-1949)
- Jeanne Donnadieu (1864-1941)
- Émile-Louis Foubert (1848-1911)
- Eugène Trigoulet

## Galleria d'immagini

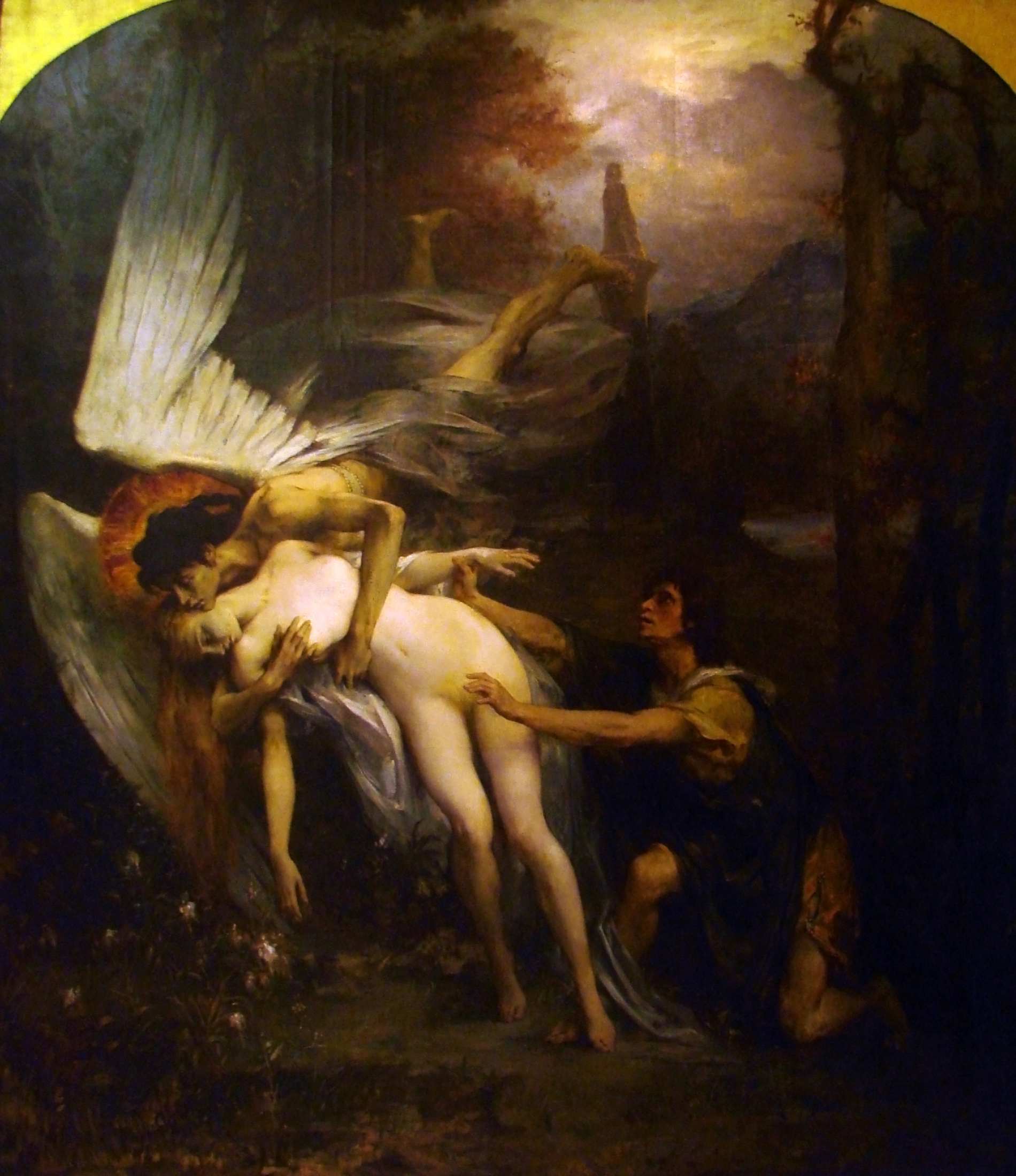
La ragazza e la morte
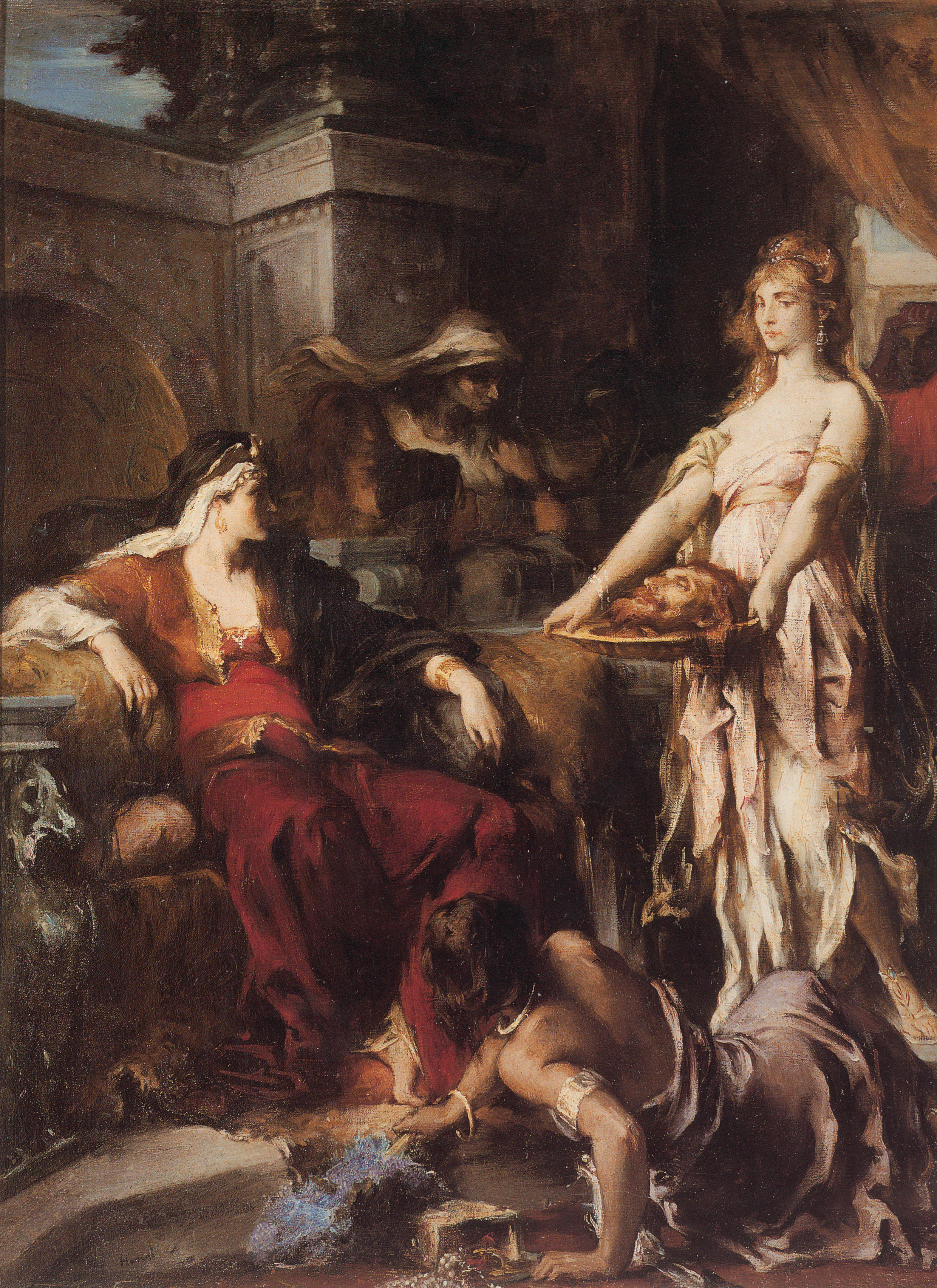
Erodiade
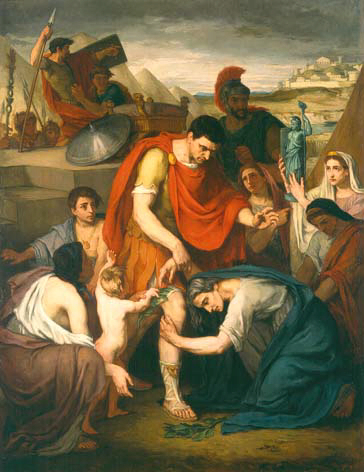
Veturia ai piedi di Coriolano
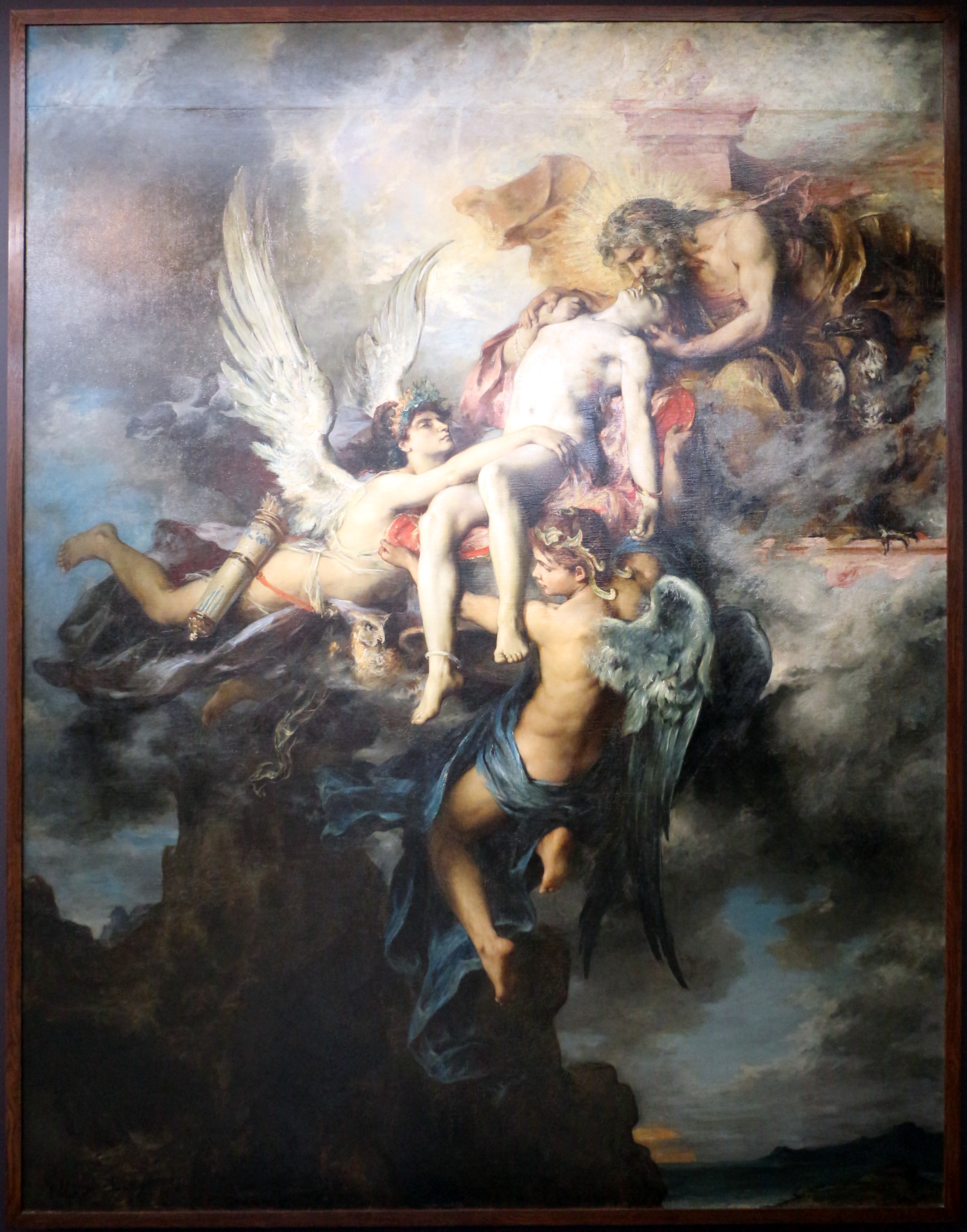
Sarpedonte
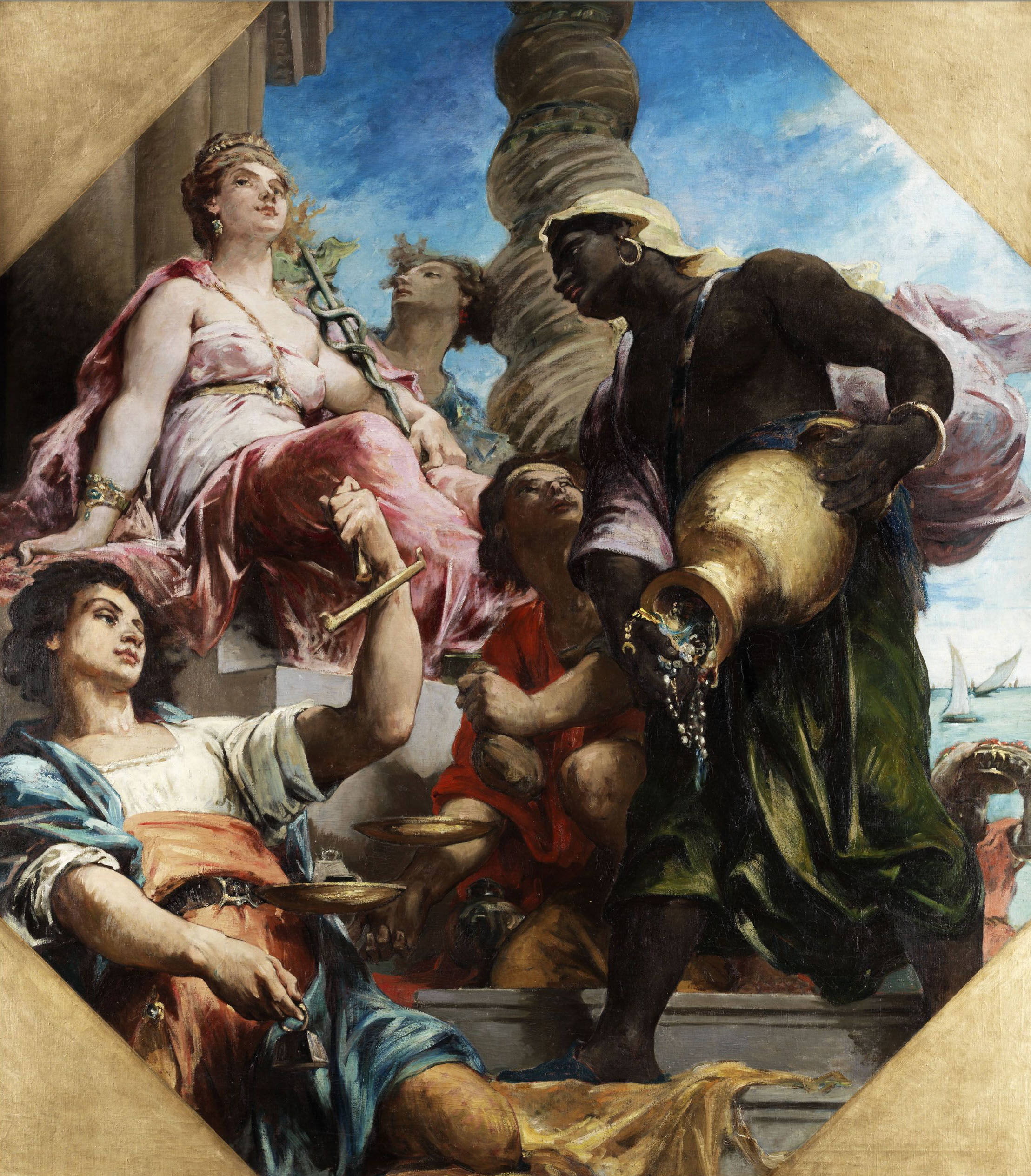
Allegoria del Commercio